# Крапивцов Владислав Андрійович
Владислав Андрійович Крапивцов (нар. 25 червня 2005, Харків, Україна) — український футболіст, воротар іспанської «Жирони». Бронзовий призер юнацького чемпіонату Європи 2024 у складі збірної України U-19.

## Клубна кар'єра
Народився в Харкові, у 2014 році розпочав футбольну кар'єру в академії місцевого «Металіста». Згодом виступав у ДЮФЛУ за «Дніпро» та «Дніпро-1». Вперше до заявки «Дніпра-1» потрапив 13 серпня 2023 року в нічийному (1:1) виїзному поєдинку 3-го туру Прем'єр-ліги України проти «Минаю». Владислав просидів на лаві запасних усі 90 хвилин. Тричі потрапляв до заявки «спортклубівців» на поєдинки Прем'єр-ліги, але в жодному з них на полі так і не з'явився. У 2024 році, після розформування команди, вільним агентом залишив «Дніпро-1».
У жовтні 2024 року мав підписати контракт із «Челсі», але угода зірвалася через те, що клуб не зміг зареєструвати жодного гравця з-за меж ЄС. Наприкінці вище вказаного місяця також побував на перегляді в «Арсеналі», а наступного місяця відправився на перегляд до «Жирони».
12 грудня 2024 року «Жирона» офіційно оголосила про підписання з гравцем контракту, розрахований до 2029 року. Наступного лютого зареєстрований в першій команді, де отримав футболку з 25-м ігровим номером і став третім воротарем після Пауло Гаццаніги та Хуана Карлоса. Вперше до заявки «Жирони» потрапив 3 лютого 2025 року на переможний (2:1) домашній поєдинок 22-го туру Ла-Ліги проти «Лас-Пальмаса». Крапивцов залишався на лаві запасних протягом усіх 90 хвилин. 2 квітня 2025 року дебютував за «Жирону» у півфіналі кубка Каталонії у матчі проти «Андорри».

## Кар'єра в збірній
У футболці юнацької збірної України (U-19) дебютував 20 березня 2024 року в переможному (2:0) поєдинку 7-ї групи кваліфікації юнацького (U-19) чемпіонату Європи проти юнацької збірної Північної Македонії (U-19). Владислав вийшов на поле в стартовому складі та відіграв увесь матч. Отримав виклик до збірної для участі у фінальній частині юнацького чемпіонату Європи (U-19) 2024, де провів 4 поєдинки.
У футболці юнацької збірної України (U-20) дебютував 25 березня 2025 року в переможному (1:0) товариському поєдинку проти юнацької збірної Норвегії (U-20). Крапивцов вийшов на поле в стартовому складі та відіграв увесь матч.
Також викликався до розташування молодіжної збірної України.

## Досягнення
Особисті
- Символічна збірна юнацького чемпіонату Європи (до 19 років): 2024[14]

Командні
 Юнацька збірна України (U-19):
 Бронзовий призер юнацького чемпіонату Європи: 2024